# Архангељска област
Архангељска област (рус. Архангельская область) је конститутивни субјект Руске Федерације са статусом области на простору Северозападног федералног округа у европском делу Русије.
Административни центар области је град Архангељск.

## Етимологија
Област носи име по административном центру Архангељску. Прва руска насеља у овој области су се појавила у 12. веку, а прво веће насеље било је око манастира Светог архангела Михајла, који се званично, први пут спомиње 1419. године. Град који је основан 1584. године добио је име по овом манастиру.
Архангел, у православној традицији, је анђео вишег реда. Реч потиче од грчких речи арх-ангелос (ἀρχ-άγγελος [arch-ángelos]), што значи „главни анђео”.

## Становништво
| 1989.     | 2002.     | 2010.     |
| --------- | --------- | --------- |
| 1,570,256 | 1,336,539 | 1,227,626 |